# Weird Crimes
Weird Crimes war ein deutschsprachiger Kriminalpodcast, der von der Hörfunkmoderatorin Visa Vie und der Hörfunkjournalistin Ines Anioli gestaltet wurde. Das Audio-Format war seit 2021 Teil des Podcast-Angebots von Studio Bummens und erschien zweiwöchentlich donnerstags. Der Podcast zählte zum Genre True Crime und verzeichnete monatlich 2,5 Millionen validierte Aufrufe, womit es zu den zehn meistgehörten Podcasts in Deutschland gehörte (Stand: Mai 2023). Seit 2022 gab es ebenfalls eine Live-Tour zum Podcast. 2023 gewann der Podcast die Kategorie Lifestyle des Deutschen Podcastpreises. Nach 72 Folgen endete der Podcast am 15. August 2024.

## Hintergrund
Die Idee zu dem Podcast kamen Visa Vie, welche sich selbst als True-Crime-Junkie bezeichnet, und Anioli während einer Autofahrt. Weird Crimes handelte nach eigener Aussage von den absurdesten, bizarrsten und unglaublichsten Kriminalfällen weltweit und startete mit der ersten Folge am 22. Juli 2021. Visa Vie recherchierte und erzählte diese Fälle, während Anioli diese kommentierte. Im März 2024 wurde bekanntgegeben, dass der Podcast im August 2024 beendet wird.

## Reichweite und Rezeption
Der Podcast zählte deutschlandweit zu den Top 5 in der Rubrik True Crime und hatte mit Stand Mai 2023 2,5 Millionen validierte Aufrufe pro Monat.
Die deutsche Ausgabe der Zeitschrift Vogue listete den Podcast im Januar 2024 in eine Auswahl der Acht besten deutschen True-Crime-Podcasts auf Platz zwei hinter Verbrechen von nebenan. Beim Deutschen Podcastpreis 2023 wurde Weird Crimes mit dem Publikumspreis Lifestyle ausgezeichnet.

## Tour
Ab 2022 gab es zusätzlich Live-Auftritte des Podcasts. Der Auftritt im Dezember 2023 in der Kölner Lanxess-Arena vor 14.000 Zuschauern war innerhalb von drei Stunden ausverkauft. Die Auftritte 2024 fanden in der Mercedes-Benz Arena in Berlin, der Olympiahalle München und der Hamburger Barclays Arena statt.

## Auszeichnungen
- 2023: Deutscher Podcastpreis (Kategorie Lifestyle)[2]
- 2023: Lanxess Arena Sold-Out-Award[9]

## Folgenliste
| Nr. | Datum              | Name                                              | Behandelter Kriminalfall                                    |
| --- | ------------------ | ------------------------------------------------- | ----------------------------------------------------------- |
| 1   | 22. Juli 2021      | Der Katzenkönig                                   | Katzenkönigfall                                             |
| 2   | 22. Juli 2021      | Der Schachbrettmörder                             | Mordserie von Alexander Jurjewitsch Pitschuschkin           |
| 3   | 5. August 2021     | Die Kryptoqueen                                   | Schneeballsystem OneCoin von Ruja Ignatova                  |
| 4   | 19. August 2021    | Die Kokain-Kreuzfahrten                           | Kokainschmuggel auf Kreuzfahrten von Roger und Sue Clarke   |
| 5   | 2. September 2021  | Der eiserne Mike Malloy                           | Mehrere Mordanschläge auf Michael Malloy                    |
| 6   | 16. September 2021 | Der YOG’TZE-Fall                                  | YOGTZE-Fall                                                 |
| 7   | 30. September 2021 | Der Blutpakt                                      | Kelly und Jason Cochran                                     |
| 8   | 14. Oktober 2021   | Der Brudermord                                    | Attentat auf Kim Jong-nam                                   |
| 9   | 28. Oktober 2021   | Die Poltergeister                                 | Halloween-Spezialfolge mit zwei Fällen                      |
| 10  | 11. November 2021  | Der Räuber und Gendarm                            | Banküberfälle von André Stander                             |
| 11  | 25. November 2021  | Die Schwarze Witwe Gucci                          | Ermordung von Maurizio Gucci                                |
| 12  | 9. Dezember 2021   | Der Amazon-Review-Killer                          | Serienmörder Todd Kohlhepp                                  |
| 13  | 20. Januar 2022    | Der Real-Life-Dexter                              | Serienmörder Pedro Rodrigues Filho                          |
| 14  | 3. Februar 2022    | Der Pfarrer und die Braut Christi                 | Morde der Pfingstbewegung im schwedischen Knutby            |
| 15  | 17. Februar 2022   | Das UFO-Todesrätsel                               | Mysteriöser Todesfall von Zigmund Adamski                   |
| 16  | 3. März 2022       | Der Hollywood-Scam                                | Hollywood Con Queen Scam                                    |
| 17  | 17. März 2022      | Die perfekte Psychopathin                         | Südkoreanische Serienmörderin                               |
| 18  | 31. März 2022      | Der Fluch der Todesinsel                          | Mord auf Palmyra                                            |
| 19  | 14. April 2022     | Der Ziegenhodendoktor                             | Quacksalber John R. Brinkley                                |
| 20  | 28. April 2022     | Die Frau ohne Gesicht                             | Heilbronner Phantom                                         |
| 21  | 12. Mai 2022       | Die Filmstar-Entführung                           | Entführung von Choi Eun-hee und Shin Sang-ok                |
| 22  | 26. Mai 2022       | Der Pornokönig                                    | Aufstieg und Fall von Michael Thevis                        |
| 23  | 9. Juni 2022       | Die große, heiße Blondine und der Scharfschütze   | Mordfall Thomas Montgomery                                  |
| 24  | 23. Juni 2022      | Die Rache der Nazi-Tochter                        | Guerilla-Kämpferin Monika Ertl                              |
| 25  | 11. August 2022    | Die Blutnacht vom Bodomsee                        | Mord am Bodumsee                                            |
| 26  | 25. August 2022    | Der fremde Freund vom Sirius-Stern                | Siriusfall                                                  |
| 27  | 8. September 2022  | Die schrecklichen Yoga-Zwillinge (Live)           | Mordfall Ann Dadow                                          |
| 28  | 22. September 2022 | Der Seniorenkrieg im Outback                      | Verschwinden von Paddy Moriarty                             |
| 29  | 6. Oktober 2022    | Der falsche Fußball-Kaiser                        | Hochstapler Carlos Kaiser                                   |
| 30  | 20. Oktober 2022   | Der Exorzismus in Zimmer 433                      | Exorzismus-Todesfall in Frankfurt am Main 2015              |
| 31  | 3. November 2022   | Die Blutrache der Banditenkönigin                 | Banditenkönigin Phoolan Devi                                |
| 32  | 17. November 2022  | Der Kanumann und seine Witwe (Live)               | Versicherungsbetrug von John Darwin                         |
| 33  | 1. Dezember 2022   | Der Uber-Killer                                   | Amoklauf von Jason Dalton                                   |
| 34  | 15. Dezember 2022  | Der Bling Ring                                    | Diebstähle der Bling Ring bei verschiedenen Hollywood-Stars |
| 35  | 5. Januar 2023     | Die Aussteigerhölle von Galapagos (Live)          | Galápagos-Affäre                                            |
| 36  | 19. Januar 2023    | Das tödliche Liebesviereck                        | Mord an Anna Lisa Raymundo                                  |
| 37  | 2. Februar 2023    | Der apokalyptische Akupunkteur                    | Terroranschläge der Ōmu Shinrikyō                           |
| 38  | 16. Februar 2023   | Das gefährlichste Mädchen Chicagos und der Rapper | Mord an Gakirah Barnes                                      |
| 39  | 2. März 2023       | Die Rentner-Räuberbande                           | Juwelenräuber von Hatton Garden                             |
| 40  | 16. März 2023      | Die Stripperin und die Bomben-Brüder              | Die Brüder Mahon                                            |
| 41  | 30. März 2023      | Der Menschenfresser                               | Kannibale José Dorángel Vargas Gomez                        |
| 42  | 13. April 2023     | Der liebenswerte Leichenbestatter (Live)          | Mord an Marjorie Nugent                                     |
| 43  | 27. April 2023     | Der Kokain-Sturm                                  | Kokainfund auf São Miguel                                   |
| 44  | 11. Mai 2023       | Der fatale FKK-Club                               | Mord an Maxwell Garvie                                      |
| 45  | 25. Mai 2023       | Die bösartigen Bodybuilder                        | Morde der Sun Gym Gang                                      |
| 46  | 8. Juni 2023       | Die Popstar-Pastorin (Live)                       | Mordfall Flordelis dos Santos de Souza                      |
| 47  | 22. Juni 2023      | Der dubiose Doktor (Live)                         | Catfishing-Fall Kirat Assi                                  |
| 48  | 6. Juli 2023       | Die verschwundenen fünf Freunde                   | Vermisstenfall der Yuba County Five                         |
| 49  | 17. August 2023    | Die gottlose Goddess                              | Mordserie von Magdalena Solís (Hohepriesterin des Blutes)   |
| 50  | 31. August 2023    | Die betrunkene Bestie                             | Todesfall Agneta Westlund                                   |
| 51  | 14. September 2023 | Der Todeskampf im Cockpit                         | Federal-Express-Flug 705                                    |
| 52  | 28. September 2023 | Die seltsame Schwester (Live)                     | Serienmörderin Audrey Marie Hilley                          |
| 53  | 12. Oktober 2023   | Der Lobster Boy                                   | Mörder Grady Stiles Jr.                                     |
| 54  | 26. Oktober 2023   | Die vermisste Millionärin                         | Vermisstenfall der Finanzbetrügerin Melissa Caddick         |
| 55  | 9. November 2023   | Das Party-Monster (Live)                          | Aufstieg und Fall von Michael Alig                          |
| 56  | 23. November 2023  | Der Amazonas-Alptraum                             | Vermisstenfall Markus Stamm, Überlebender Yossi Ghinsberg   |
| 57  | 7. Dezember 2023   | Die Reptiloiden-Verschwörung                      | Todesfall Kelly Pingilley                                   |
| 58  | 21. Dezember 2023  | Der schreckliche Santa (Live)                     | Banküberfall der First National Bank in Cisco               |
| 59  | 8. Februar 2024    | Die Patin                                         | Griselda Blanco                                             |
| 60  | 22. Februar 2024   | Der meisterhafte Manipulator                      | Hochstapler Thierry Tilly                                   |
| 61  | 7. März 2024       | Die mysteriösen Massage-Morde                     | Kriminalfall um Barbara Hoffman                             |
| 62  | 21. März 2024      | Das Fyre Festival (Live)                          | Fyre Festival                                               |
| 63  | 4. April 2024      | Der Al Capone vom Alexanderplatz (Live)           | Werner Gladow                                               |
| 64  | 18. April 2024     | Der Hexer aus der Hölle                           | Serienmörder Ahmad Suradji                                  |
| 65  | 2. Mai 2024        | Der 33 Zentimeter Mann (Live)                     | John Holmes                                                 |
| 66  | 16. Mai 2024       | Die Sekretärin des Sex-Gurus                      | Ma Anand Sheela                                             |
| 67  | 30. Mai 2024       | Die fatale Vernehmung                             | Mord an Heather Quan                                        |
| 68  | 13. Juni 2024      | Der legendäre Luftpirat                           | Flugzeugentführer D. B. Cooper                              |
| 69  | 18. Juli 2024      | Die tödliche TikTok-Affäre                        | Der Fall Mahek Bukhari                                      |
| 70  | 25. Juli 2024      | Der Djatlow-Pass 2.0                              | Unglück im Chamar-Daban                                     |
| 71  | 8. August 2024     | Die Beerdigungs-Crasherin                         | Mordversuch an Noela Rukundo                                |
| 72  | 15. August 2024    | Die Nazi-Jägerinnen                               | Widerstandskämpferin Freddie Oversteegen                    |